# Бизли, Дамаркус
Дама́ркус Ламо́нт Би́зли (англ. DaMarcus Lamont Beasley, произносится ['bi:zlɪ]; 24 мая 1982, Форт-Уэйн, Индиана, США) — американский футболист, левый полузащитник (также играл в нападении или левого защитника). Выступал за сборную США.

## Карьера

### Клубная
Футбольную карьеру Бизли начал в команде футбольной академии «Ай-эм-джи».
В 1999 году он попал в команду MLS «Лос-Анджелес Гэлакси», однако, не сыграв за неё ни одного матча, в феврале 2000 года был обменян на два драфт-пика в «Чикаго Файр», за который отыграл 4 года.
В июле 2004 года Бизли за $2,5 млн переходит в нидерландский ПСВ, в котором он провёл 3 сезона. Сезон 2004/05 получился лучшим в его карьере, ПСВ в Лиге чемпионов дошёл до полуфинала, где проиграл «Милану».
Один сезон он отыграл в аренде в английском «Манчестер Сити».
Начиная с 2007 года, Бизли выступал за шотландский «Рейнджерс», но в сезоне 2009/10 получал мало игрового времени, и заканчивающийся контракт с ним не был продлён.
В августе 2010 года подписал двухлетний контракт с клубом немецкой Бундеслиги «Ганновер 96».
22 июня 2011 года перешёл в мексиканский клуб «Пуэбла». Дебютировал за «Пуэблу» 23 июля 2011 года в матче против «Атласа».
23 июля 2014 года Бизли вернулся в MLS, подписав 2,5-летний контракт по правилу назначенного игрока с клубом «Хьюстон Динамо», который, чтобы подписать его, выменял первое место в рейтинге распределения с распределительными средствами у «Торонто» на Уоррена Кравалла. За «Динамо» дебютировал 3 августа 2014 года в матче против «Ди Си Юнайтед». В 2015 году Бизли в четвёртый раз был отобран на Матч всех звёзд MLS, в котором звёздам лиги противостоял английский «Тоттенхэм Хотспур». 8 августа 2015 года в матче против «Сан-Хосе Эртквейкс» забил свой первый гол за «Хьюстон Динамо». В 2017 году Бизли в пятый раз попал на Матч всех звёзд MLS, в котором соперником звёздам лиги стал испанский «Реал Мадрид». По итогам сезона 2017 Бизли получил индивидуальную награду фейр-плей MLS. В 2018 году выиграл с «Хьюстон Динамо» Открытый кубок США. 30 декабря 2018 года продлил контракт с «Динамо». 20 мая 2019 года Дамаркус Бизли объявил о завершении футбольной карьеры по окончании сезона 2019. Свой последний матч сыграл 6 октября 2019 года против «Лос-Анджелес Гэлакси».

### Международная
В национальной сборной Бизли дебютировал 27 января 2001 года в матче со сборной Китая. Бизли был включён в сборную США на чемпионатах мира 2006, 2010 и 2014.
15 декабря 2014 года Бизли объявил о завершении карьеры в национальной сборной.
10 июня 2015 года вернулся в сборную по просьбе тренера Юргена Клинсмана и был включён в состав сборной на Золотой кубок КОНКАКАФ 2015.

## Достижения

### Командные
«Чикаго Файр»
- Обладатель Открытого кубка США (2): 2000, 2003
- Победитель регулярного сезона MLS: 2003

ПСВ
- Чемпион Нидерландов (2): 2004/05, 2005/06
- Обладатель Кубка Нидерландов: 2004/05

«Рейнджерс»
- Чемпион Шотландии (2): 2008/09, 2009/10
- Обладатель Кубка Шотландии: 2007/08
- Обладатель Кубка шотландской лиги: 2009/10

«Хьюстон Динамо»
- Обладатель Открытого кубка США: 2018

Сборная США
- Победитель Золотого кубка КОНКАКАФ (4): 2002, 2005, 2007, 2013
- Финалист Кубка конфедераций: 2009

### Личные
- Золотая бутса Кубка КОНКАКАФ: 2005
- Серебряный мяч юношеского чемпионата мира: 1999
- Член символической сборной MLS: 2003
- Участник Матча всех звёзд MLS: 2001, 2002, 2003, 2015, 2017
- Индивидуальная награда фейр-плей MLS: 2017